# Operacja w Kurram
Operacja w Kurram (paszto ‏Koh-e-Sufaid‎, ang. White Mountain, pol. Białe Góry) – operacja prowadzona przez siły pakistańskie w Agencji Kurram w 2011. Operacja ta była jednym z epizodów pakistańskiej wojny z talibami na Terytoriach Plemiennych Administrowanych Federalnie.
Operacja toczyła się w dniach 4 lipca – 18 sierpnia 2011. Zaangażowano w nią 4 tysiące żołnierzy, ciężką artylerię oraz lotnictwo i wojsko pancerne. Głównym celem operacji było zniszczenie struktur talibów w Agencji Kurram oraz zabezpieczenie szlaku tranzytowego Thall-Parachinar. Operacja zakończyła się pełnym sukcesem armii pakistańskiej i wyeliminowaniem struktur talibskich w Kurram.

## Tło

### Geneza
Pierwsze walki z talibami na Terytoriach Plemiennych Administrowanych Federalnie (FATA) przez siły pakistańskie podjęte zostały w 2004. Do starć dochodziło wówczas w Waziristanie. Wyniszczające walki toczyły się ze zmiennym skutkiem, przerywane trzema rozejmami. We wrześniu 2006 doszło do podpisania układu pokojowego, który na samych terytoriach plemiennych zapewniał względny spokój. Jednak napięta sytuacja w kraju spowodowała wznowienie walk w Waziristanie w roku następnym. Do kolejnej umowy pokojowej doszło tam w maju 2008.
Wykorzystując chwilowe unormowanie sytuacji w Waziristanie, w sierpniu 2008 siły pakistańskie rozpoczęły ofensywę na terytoriach plemiennych Agencji Bajaur. Walki zakończył się sukcesem, a 28 lutego 2009, ogłoszono, iż agencja znalazła się pod całkowitą kontrolą sił rządowych. Znaczna liczba bojowników tam walczących schroniła się w Waziristanie, a także na innych terytoriach plemiennych m.in. w Orakzai.
Po sukcesach w walce z talibami w Dolinie Swat, kampania została ponownie wznowiona w Waziristanie, uznawanym za główny bastion rebeliantów. Szeroko zakrojona operacja zakończyła się śmiercią lidera Tehrik-i-Taliban Pakistan, Baitullaha Mehsuda, a w grudniu 2009 także całkowitym zajęciem Południowego Waziristanu. W międzyczasie oczyszczono Agencję Chajber. Jednym ze skutków tych operacji było przeniknięcie znacznej liczby talibów do Agencji Orakzai.
Na początku 2010 sytuacja w Waziristanie ustabilizowała się. Po zakończeniu ofensywy wszystkie Terytoria Plemienne Administrowane Federalnie, oprócz Północnego Waziristanu i Agencji Orakzai, znajdowały się pod kontrolą rządu. W związku z tym pod koniec marca 2010 w ostatniej z tych agencji, zamieszkiwanej głównie przez Pasztunów, uruchomiono kolejną operację wojskową. Zakończyła się ona zadeklarowanym zwycięstwem w czerwcu 2010 oraz faktycznym oczyszczeniem z sił talibskich 85% terytorium agencji do grudnia 2010.
W listopadzie i grudniu 2010 przeprowadzono krótkotrwałą operację w Mohmand, dokąd w konsekwencji przeniknęli talibowie. Region ten od września 2009 był wolny od ich sił. Jednak po operacji w Orakzai przenieśli do niego swoje bazy, rozpoczynając ataki na miejscowe budynki użyteczności publicznej, m.in. szkoły dla dziewcząt. W prowincji siły rządowe zabiły kilkuset talibów, którzy w efekcie zakończyli ataki na wojska.
Administracja amerykańska przez lata poszukiwała na terytorium Pakistanu lidera Al-Kaidy Usamy ibn Ladina. Amerykanie naciskali władze pakistańskie, aby przyczyniły się do schwytania terrorysty. Kiedy w wyniku operacji Trójząb Neptuna z 2 maja 2011, Usamę ibn Ladina zabito, strona amerykańska nadal wywierała naciski na Islamabad, by rozprawił się z talibami na pograniczu afgańsko-pakistańskim, na którym wciąż dochodziło do ataków na wojska ISAF w Afganistanie.
Od 2007 bojówki talibskie aktywne były również w Agencji Kurram. Z tego powodu we wrześniu 2009 władze skierowały tam pakistańską armię. W wyniku jej działań, w czerwcu 2010 ogłoszone zostało zwycięstwo nad siłami talibskimi. Operacje w pobliskich agencjach oraz naloty amerykańskich dronów w Północnym Waziristanie spowodowały jednak, iż do Kurram znów zaczęli napływać talibowie. 3 lutego 2011 starszyzna plemienna Kurram zawarła z nimi porozumienie rozejmowe, które już miesiąc później zostało złamane. Talibowie i wspierane przez nich grupy sunnickie przeprowadzali bowiem ataki na szyitów podróżujących kluczową, częściowo zablokowaną drogą Thall-Parachinar, stanowiącą część szlaku tranzytowego między Islamabadem a Kabulem. Spowodowało to częściowe odcięcie Kurram od pozostałych regionów Pakistanu. Agencję Kurram zamieszkiwało wówczas 500 tys. ludzi, z czego 40% stanowili szyici.

### Przyczyny
Bezpośrednią przyczyną rozpoczęcia operacji było zerwanie przez talibów porozumienia między szyitami i sunnitami z lutego 2011, do czego doszło 25 marca 2011 w mieście Baggan, gdy bojownicy wzięli w zasadzkę konwój transportujący szyitów na drodze Thall-Parachinar. Zginęło wówczas 13 osób, a do niewoli wziętych zostało 45 osób. Talibowie nie podjęli negocjacji, które mogłyby doprowadzić do uwolnienia zakładników. Przystąpili natomiast do dalszych ataków, za które odpowiedzialnością obarczony został Fazal Saeed, dowódca Tehrik-i-Taliban Pakistan w Kurram, lojalny wobec Hakimullaha Mehsuda, dowódcy talibów Pakistanie. Wydarzenia doprowadziły do wysuwania oskarżeń pod adresem rządu o obojętność wobec losu szyitów i braku gwarancji bezpieczeństwa na terytorium państwa. Wobec tych zarzutów, 19 maja 2011 władze zadecydowały o wprowadzeniu wojsk do Kurram.
W tym czasie dowództwo talibskie z pogranicza afgańsko-pakistańskiego (tzw. Siatka Hakkaniego) naciskało Saeeda, by ten zaangażował się w nową serię ataków na szyitów. Wobec groźby interwencji wojsk rządowych, 27 czerwca doszło do rozłamu wśród sił islamskich. Fazal Saeed, wraz z setkami bojowników, zerwał współpracę z dowództwem Tehrik-i-Taliban Pakistan, tworząc własną niezależną organizację Tehrik-e-Taliban Islami Pakistan. Jako powód wysuwał swój sprzeciw na samobójcze ataki talibów dokonywane na meczety i prowadzące do śmierci cywilów, co miało stanowić zaprzeczenie zasad islamu, zabraniających zabijania niewinnych ludzi. Sprzeciwiał się jednocześnie nalotom amerykańskim na pogranicze, zapowiadając walkę przeciwko nim. Jako uzasadnione określił rajdy talibów na terytorium Afganistanu, nazywając Stany Zjednoczone największym wrogiem Pakistanu. Dążył do wdrożenia prawa szariatu w Afganistanie oraz Pakistanie. W stosunku do rządu w Islamabadzie zobowiązał się do przestrzegania rozejmu z lutego 2011. Decyzja Saeeda po raz kolejny ujawniła podziały wśród pakistańskich talibów, jako że odrębne ich siatki działały już w Waziristanie Północnym (Hafiz Gul Bahadur) i Waziristanie Południowym (Maulvi Nazir). Grupy te jednak współpracowały z inną siatką Sirajuddina Hakkaniego (syna Dżalaludina Hakkaniego), odpowiedzialną za działania na terytorium Afganistanu.

## Przebieg operacji
Do walk zmobilizowano 4 tysiące żołnierzy. Zostali oni podzieleni na dwa, bądź trzy bataliony w ramach IX Korpusu stacjonującego w Peszawarze pod dowództwem gen. broni Asifa Yasina Malika. Armia składała się z korpusu wojsk przygranicznych – Frontier Corps (FC) oraz z Northern Light Infantry, Punjab Regiment, Sindh Regiment i Frotntier Force. Regularne wojsko wspierały szyickie milicje obywatelskie tzw. lashkars z Kurram. Do operacji zaangażowano także posiłki stacjonujące w Chajber oraz harcerzy i skautów Chitral Dir. Piechota wspierana była przez artylerię, czołgi, śmigłowce szturmowe Bell AH-1 Cobra, śmigłowce Mi-17 oraz odrzutowce bliskiego wsparcia powietrznego. Siły talibów stanowili natomiast głównie z bojownicy nowo powstałej grupy Tehrik-e-Taliban Islami Pakistan, choć w przeszłości na terenie Kurram działali bojownicy związani z grupami Sipah-e-Sahab Pakistan (SSP), Lashkar-e-Jhangvi (LEJ) oraz Jaish-e-Muhammad (JEM). W walkach udział wzięło ok. 600 talibów, którzy działali przede wszystkim na obszarach górskich i wiejsko-miejskich. Szacowano, iż jedynie na 80 km² powierzchni Kurram, talibowie postawili opór militarny. Według szacunków rządowych, na początku operacji w Kurram z 600 obecnych rebeliantów tylko 250 pochodziło z Kurram, podczas gdy reszta wywodziła się z innych terenów plemiennych. Dziesiątki z nich stanowili Uzbecy, Arabowie oraz Czeczeni.
Do pierwszego uderzenia pakistańskiego lotnictwa na kryjówki talibskie doszło 24 czerwca. Główna operacja rozpoczęła się jednak oficjalnie 4 lipca 2011. Rozpoczęta tego dnia ofensywa z dwóch stron prowadzona była w pięciu kierunkach. Wyodrębniono dwie zasadnicze strony uderzeń – na południowy wschód od Sadda, na obszary plemienne ku miastu Mandany oraz na północny zachód z Tora Wara, skąd armia przedostała się terytorium Hangu w kierunku Mandany. Pierwszy front z zachodu obrał dwie strony ataku, którego celem miała być Mandana. Bataliony Sindh Regiment i Northern Light Infantry, wspierane przez korpus FC, ruszyły na tereny plemienne Ali Szerzai. Jedna grupa armii rozpoczęła natarcie przez Manatu, z kolei kolejna przez północne miasto Murghan. Front wschodni nacierał na trzy strony. Z miasta Tora Warai 42 Batalion Frontier Force obrał kierunek na Sper Kot oraz Mandanę, natomiast Punjab Regiment i 42 Batalion Frontier Force nacierały spod granicy z Hangu na miasto Tanna.
Lądowe wojska frontu zachodniego działały przy stałym wsparciu z powietrza oraz ciężkiej artylerii. Postępy armii były dość szybkie, opór talibski marginalny, niszczono górskie kryjówki i jaskinie. Pierwszymi zabezpieczonymi miastami była Badama oraz Gawakai. Duży opór rebelianci postawili 6 lipca 2011 pod Murghun i Manatu, gdzie armie rozegrały zwycięskie potyczki, zdobywając miasta. W walce pod Manatu zginęło 40 talibów. Żołnierze przeszukiwali budynki władz lokalnych, szkoły, placówki służby zdrowia, które bojownicy wykorzystywali jako bazy i magazyny na amunicję, a także ośrodki szkoleniowe i więzienia. Lokalni mieszkańcy twierdzili, że widzieli wojsko pakistańskie pierwszy raz od czterech lat. 13 lipca 2001 Sindh Regiment i Northern Light Infantry połączyły się w Madanie, zdobywając wspólnymi siłami to miasto.
Armia frontu wschodniego była wspierana także przez czołgi i ciężką artylerię. 42 Batalion Frontier Force ruszył 4 lipca 2011 z Tora Warai, nacierając na północ. Punjab Regiment ruszył w kierunku Tanny, która została zdobyta. Opór rebeliantów na froncie wschodnim był znacznie większy niż na zachodzie Kurram, tak więc ruchy wojsk wschodnich były wolniejsze. Do 6 lipca zdobyto wszystkie punkty oporu – miasta Khalwat, Pungai, Kurt i Dumbakai. Następnie armia wypierała bojowników z grzbietu gór pod Sper Kot. Pogorszyło to zdolność operacyjną talibów.
Armia atakowała większe zgrupowania talibskie, ważną rolę spełniali wówczas snajperzy. W walkach na niewielkiej odległości używano granatników ręcznych RPG, podczas gdy na większej odległości kluczową rolę pełniła artyleria oraz czołgi. Śmigłowce bombardowały kryjówki, a obierane cele z powietrza nie znajdywały się dalej niż 500 metrów, co zapewniało bardzo dobrą celność lotnictwa. Talibowie nie posiadali skoordynowanego systemu walk. Faktycznie większość bojowników opuściło Kurram już przed rozpoczęciem operacji, przenosząc się do Chajber i Orakzai. Silny opór postawili tylko w kilku miastach, gdzie ponosili ciężkie straty. Miast próbowała bronić zwłaszcza tzw. tylna straż bojówek talibskich. Większość rebeliantów unikało starć i dezerterowało w trakcie nich. Prawdopodobny wpływ na to mogły mieć doświadczenia z poprzednich operacji, zwłaszcza w Dolinie Swat i Południowym Waziristanie, gdzie talibowie stawiali zdecydowany opór i ponosili ogromne straty.
W połowie lipca 2011 do działań na terytoriach plemiennych Masuzai, Neka i Ziarat przystąpiła milicja lashkars. Doszło tam do kilku poważnych potyczek. 24 lipca 2011 armie obu frontów połączyły się pod miastem Chinarak. Żołnierze obsadzili wszystkie posterunki górskie i drogowe. Postępy armii odcięły talibom dostęp do drogi Thall-Parachinar. 18 sierpnia gen. broni Asif Yasin Malik ogłosił oficjalne zakończenie operacji i zwycięstwo w Kurram.

## Skutki
Armia poinformowała, iż główny cel operacji, jakim było odblokowanie Thall-Parachinar, został osiągnięty. Jednak w pobliżu drogi nie toczono walk. Droga od miasta Sadda biegła na południe, z kolei wojska skierowały się na wschód w centrum Kurram. Nie stoczono żadnej potyczki pod Bagganem, gdzie w marcu talibowie złamali zawieszenie broni, co było bezpośrednią przyczyną operacji. Armia zniszczyła jednak bazy na północ od tej drogi, skąd były wyprowadzane ataki.
Skutkiem operacji, która jak pierwotnie zakładano miała się toczyć przez dwa miesiące, był ponadto postępujący rozłam wśród sił talibskich, do którego doszło jeszcze przed samym jej rozpoczęciem, na etapie przygotowań. Niezależna grupa Saeeda w Kurram została skutecznie pozbawiona możliwości działania, a perspektywa odtworzenia jej struktur stała się trudnym do osiągnięcia celem, jako że wielu bojowników uciekło do sąsiednich agencji, a armia obsadziła opuszczone przez nich punkty.
O bezradności talibów, mógł świadczyć fakt, iż zginęło ok. 200 z ok. 600 bojowników, którzy przystąpili do walk, przy dziewięciu zabitych po stronie wojska pakistańskiego i czterech poległych bojowników laskhar. Pozostała część talibów znalazła bezpieczne schronienie w sąsiednich agencjach. Spośród wszystkich zabitych talibów, 20% zginęło w czasie bitwy o Manatu. Pozostali zostali zabici w wyniku nalotów na ich kryjówki i jaskinie, aniżeli w rezultacie walnych starć.
Negatywnym skutkiem operacji były przesiedlenia ludności cywilnej. Jeszcze przed rozpoczęciem walk w Kurram, według dyrektora generalnego organu zarządzającego sytuacjami kryzysowymi w FATA (FDMA) Arshada Khana, przesiedlonych zostało od 8 do 12 tysięcy rodzin. Jednakże liczba ta według niezależnych szacunków mogła sięgnąć nawet 21 tysięcy rodzin. Do 27 lipca 2011 na terenie Kurram przesiedlonych zostało aż 100 tysięcy mieszkańców, czyli jedna piąta populacji agencji. Znacznie przewyższyło to prognozy rządu, w związku z czym brakowało pomocy humanitarnej dla uchodźców wewnętrznych.
Większość uchodźców znalazło schronienie w obozie New Durrani, który był położony około 2,5 km od Sadda. Napływali do niego mieszkańcy północno-wschodniej części Kurram, z takich miast jak Murghan i Manatu oraz terytoriów plemiennych Ali Sherzai. W obozie, po 31 lipca 2011 przebywało 2500 rodzin co dawało w sumie 12 736 osób. Dla potrzeb uchodźców przygotowano 2900 namiotów, jednak wykorzystywanych było tylko 2185. Uchodźcy korzystali z żywności dostarczanej przez UNHCR. Mieszkańcy ze wschodniej części agencji Lurram, uciekający przed walkami pod Kurt, Khalwat, Dumbakai i Dand, znaleźli schronienie w obozach w miastach takich jak Togh Saraj, Tora Warai, Doaba, Naryab i Darsamand. Większość z osób dotkniętych walkami nie przeniosła się jednakże do żadnego z obozów, ale pozostała w swych rodzinnych stronach.
W przeznaczonych dla cywilów obozach schronienie znajdowali jednakże również islamscy bojownicy, mogący czuć się tam bezpiecznie wobec bombardowań armii pakistańskiej. Uwagę na problem ten zgłaszali władzom w Islamabadzie funkcjonariusze ONZ. Obecność bojowników prowadziła bowiem do przypadków terroryzowania cywilnej ludności. Repatriacja przesiedleńców rozpoczęła się 25 sierpnia 2011. W pierwszych dniach do swoich domów powróciło 700 rodzin. Ostatecznie akcja zakończyła się powodzeniem, na co wpływ miała szeroka skala podjętych działań, odpowiednia współpraca mieszkańców z rządem oraz odcięcie ich od propagandy talibów próbujących zniwelować działania władz.